# Province de Thái Bình
Pour les articles homonymes, voir Thái Bình.
Thái Bình est une des provinces du Viêt Nam au nord du pays (ex Tonkin) dans de la région du delta du Fleuve Rouge. 
Sa capitale est Thái Bình. 

## Districts
Thái Bình est divisé en une ville (Thái Bình) et sept districts : Ðông Hưng, Hưng Hà, Kiến Xương, Quỳnh Phụ, Thái Thụy, Tiền Hải, et Vũ Thư.

## Histoire
Bien que situé au centre du Delta du Fleuve Rouge, par le passé, Thái Bình était considéré comme un ilot entouré de trois grands fleuves. Cette position attribue aux habitants de Thái Bình une culture quelque peu différente. Thái Bình a donné naissance à l'opéra hát chèo (dans le village de Khuốc, Phong Châu, district de Đông Hưng) et au Múa rối nước (dans la commune de Nguyên Xá, district de Đông Hưng,.

## Personnalités
La province de Thái Bình était aussi au Moyen Âge le territoire de savants, comme Lê Quý Đôn. Tran Thu Do, le fondateur de la Dynastie Trần, est né dans le district de Hưng Hà. Bùi Viện, fondateur de la ville de Haiphong fut le premier vietnamien connu pour avoir visité pour la première fois les États-Unis. Le premier vietnamien à avoir voyagé dans l'espace est le cosmonaute Phạm Tuân, originaire de Thái Bình.